# 1348 Michel
1348 Michel eller 1933 FD är en asteroid i huvudbältet som upptäcktes den 23 mars 1933 av den belgiske astronomen Sylvain Arend i Uccle. Den har fått sitt namn efter Michel Arend, son till upptäckaren.
Asteroiden har en diameter på ungefär 16 kilometer.